# Miloš Vulić
Miloš Vulić (en cirílico: Милош Вулић; Kruševac, RF de Yugoslavia, 19 de agosto de 1996) es un futbolista serbio. Juega de centrocampista y su equipo es el FK Napredak Kruševac de la Superliga de Serbia.

## Trayectoria

### Napredak
Formado en las inferiores del Napredak Kruševac, llegó al primer equipo en 2013. En la temporada 2017-18 jugó un total de 30 encuentros y anotó cinco goles para el Napredak, donde además era uno de los capitanes del equipo.

### Estrella Roja
El 21 de diciembre de 2018 Vulić fichó por tres años por el Estrella Roja de Belgrado. Hizo su debut internacional en la Liga de Campeones de la UEFA el 18 de septiembre de 2019 en la derrota por 3-0 ante el Bayern de Múnich. El 1 de octubre anotó un gol en la victoria por 3-1 sobre el Olimpiacos.

### Italia
El 4 de septiembre de 2020 fichó por el F. C. Crotone, entonces equipo de la Serie A. Después de dos años en este equipo, para la temporada 2022-23 se fue al A. C. Perugia Calcio.

## Selección nacional
El 7 de junio de 2021 debutó con la selección de Serbia en un amistoso ante Jamaica que finalizó en empate a uno.

## Estadísticas
Actualizado al último partido disputado el 25 de mayo de 2025.
| Club | Div.          | Temporada     | Liga  | Liga  | Copas nacionales(1) | Copas nacionales(1) | Copas internacionales(2) | Copas internacionales(2) | Total | Total |
| Club | Div.          | Temporada     | Part. | Goles | Part.               | Goles               | Part.                    | Goles                    | Part. | Goles |
| --- | ------------- | ------------- | ----- | ----- | ------------------- | ------------------- | ------------------------ | ------------------------ | ----- | ----- |
| F. K. Napredak Kruševac Serbia | 2.ª           | 2012-13       | 4     | 0     | ―                   | ―                   | ―                        | ―                        | 4     | 0     |
| F. K. Napredak Kruševac Serbia | 1.ª           | 2013-14       | 1     | 0     | ―                   | ―                   | ―                        | ―                        | 1     | 0     |
| F. K. Napredak Kruševac Serbia | 1.ª           | 2014-15       | 2     | 0     | ―                   | ―                   | ―                        | ―                        | 2     | 0     |
| F. K. Napredak Kruševac Serbia | 2.ª           | 2015-16       | 28    | 2     | 1                   | 0                   | ―                        | ―                        | 29    | 2     |
| F. K. Napredak Kruševac Serbia | 1.ª           | 2016-17       | 23    | 0     | 1                   | 0                   | ―                        | ―                        | 24    | 0     |
| F. K. Napredak Kruševac Serbia | 1.ª           | 2017-18       | 30    | 5     | 3                   | 1                   | ―                        | ―                        | 33    | 6     |
| F. K. Napredak Kruševac Serbia | 1.ª           | 2018-19       | 19    | 4     | 2                   | 1                   | ―                        | ―                        | 21    | 5     |
| Estrella Roja Serbia | 1.ª           | 2018-19       | 5     | 0     | 3                   | 0                   | ―                        | ―                        | 8     | 0     |
| Estrella Roja Serbia | 1.ª           | 2019-20       | 21    | 2     | 2                   | 1                   | 4                        | 1                        | 27    | 4     |
| Estrella Roja Serbia | 1.ª           | 2020-21       | 4     | 2     | ―                   | ―                   | 1                        | 0                        | 5     | 2     |
| Estrella Roja Serbia | Total club    | Total club    | 30    | 4     | 5                   | 1                   | 5                        | 1                        | 40    | 6     |
| F. C. Crotone · Italia | 1.ª           | 2020-21       | 25    | 1     | 1                   | 0                   | ―                        | ―                        | 26    | 1     |
| F. C. Crotone · Italia | 2.ª           | 2021-22       | 19    | 0     | 2                   | 1                   | ―                        | ―                        | 21    | 1     |
| F. C. Crotone · Italia | Total club    | Total club    | 44    | 1     | 3                   | 1                   | 0                        | 0                        | 47    | 2     |
| A. C. Perugia Calcio · Italia | 2.ª           | 2022-23       | 8     | 0     | 1                   | 0                   | ―                        | ―                        | 9     | 0     |
| A. C. Perugia Calcio · Italia | Total club    | Total club    | 8     | 0     | 1                   | 0                   | 0                        | 0                        | 9     | 0     |
| F. K. TSC Serbia | 1.ª           | 2023-24       | 23    | 2     | 1                   | 0                   | 6                        | 0                        | 30    | 2     |
| F. K. TSC Serbia | 1.ª           | 2024-25       | 25    | 4     | 3                   | 0                   | 0                        | 0                        | 28    | 4     |
| F. K. TSC Serbia | Total club    | Total club    | 48    | 6     | 4                   | 0                   | 6                        | 0                        | 58    | 6     |
| F. K. Napredak Kruševac Serbia | 1.ª           | 2025-26       | 0     | 0     | 0                   | 0                   | ―                        | ―                        | 0     | 0     |
| F. K. Napredak Kruševac Serbia | Total club    | Total club    | 107   | 11    | 7                   | 2                   | 0                        | 0                        | 114   | 13    |
| Total carrera | Total carrera | Total carrera | 237   | 22    | 20                  | 4                   | 11                       | 1                        | 268   | 27    |
| (1) Incluye datos de la Copa de Serbia y Copa Italia. (2) Incluye datos de la Liga de Campeones de la UEFA (2019-20) y Liga Europa de la UEFA. |               |               |       |       |                     |                     |                          |                          |       |       |

## Palmarés

### Títulos nacionales
| Título              | Club              | País   | Año     |
| ------------------- | ----------------- | ------ | ------- |
| Prva Liga Srbija    | Napredak Kruševac | Serbia | 2012-13 |
| Prva Liga Srbija    | Napredak Kruševac | Serbia | 2015-16 |
| Superliga de Serbia | Estrella Roja     | Serbia | 2018-19 |
| Superliga de Serbia | Estrella Roja     | Serbia | 2019-20 |